# Borba, Amazonas
Borba este un oraș în unitatea federativă Amazonas (AM) din Brazilia.